# Glatved Strand
Glatved Strand er en kyststrækning 10 km syd for Grenaa. Stranden ligger midt på den dybvandede stenkyst, som strækker sig 50 km langs hele Djurslands østkyst i Østjylland, startende ved Gjerrild Klint i nord, og sluttende 50 kilometer mod syd ved Gåsehage på det sydlige Mols. Mod nord bliver Glatved Strand afgrænset af næsset, Havknude, 7 kilometer syd for Grenaa. Her går Glatved Strand over i Grenaa Sandstrand. Mod syd bliver den 5 km lange Glatved Strand afløst af Rugård Bugt ved et unavngivet næs for enden af Glatved Strandvej. 

## Tilgængelighed
Glatved Strandvej er den primære adgangsvej til sydenden af dette øde lystfisker- og naturområde mellem Katholm Skov og Kattegat. Katholm Skov er i sig selv også en relativt afskærmet skov langs Djurslands Østkyst. Mest for lokalkendte er det muligt at komme ned til den nordlige ende af Glatved Strand via landsbyen, Ålsrode og Skovlystvej. 

## Kalkudvinding
Den sydlige del af Glatved Strand er præget af en bred menneskeskabt strandeng, der har sin oprindelse i kalkstensudvinding i området, tilbage fra midten af 1800-tallet, måske tidligere. Overfladen på strandengen består af efterhånden udglattede stendynger, der op til første halvdel af 1900-tallet blev dumpet af med skinnevogne fra et kalkværk, efter at kalkstenene var sorteret fra. Kalkværket lå for enden af Glatved Strandvej. I havet ud for Glatved Strand ligger der et 65 millioner år gammelt koralrev, som danner en kalkformation, med lag af flint, som er grundlag for flint- og kalkstensfyldte Glatved Strand, og for de kalkstens- og grusbakker, der ligger i baglandet til Glatved Strand. Den samme kalkformation ses som Møns Klint, og strækker sig i en linje skråt nordvest op gennem Danmarks undergrund. Formationen dukker op til overfladen som Sangstrup- og Karlby Klinter 20 km nord for Glatved Strand på Djursland midt i Danmark, og kommer igen op til overfladen i området syd for Aalborg, blandt andet som grundlag for Aalborg Portlands cementproduktion.
Op mod årtusindskiftet har der ligget et industrielt kalkværk for enden af Glatved Strandvej. Det bestod af en højovn, hvor kalksten fra området blev brændt, og derved omdannet til brændt kalk, som blandt andet blev anvendt til fremstilling af mørtel og læsket kalk til kalkning af bygninger. Noget der var en udbredt overfladebehandling til murværk før i tiden, hvilket blandt andet kan ses på de traditionelle hvide landsbykirker og på mange hvidkalkede gårde og huse på landet i Danmark. Kalkudvindingen er ophørt, og i dag bliver der udvundet sten og grus fra bakkerne i baglandet til Glatved Strand. For enden af Glatved Strandvej er der en udskibningsmole til disse råstoffer.

## Lystfiskeri
Glatved Strand er et lystfisker- og jagtdykkeområde. Der bliver dybt tilpas hurtigt til, at fiskene går tæt under land. Med en beliggenhed direkte ud mod Kattegat er der tale om en relativt strømrigt kyst med god vandudskiftning, som giver ilt-rigt og friskt vand. Bundforholdene er præget af sten, der giver skjulesteder for fisk og fæste for tangplanter, der igen giver leveforhold for bund- og fiskeliv. Der er områder med sand ind i mellem den dominerende stenbund, som grundlag for de gængse arter af fladfisk. Skrubber og isinger er de mest almindelige fladfisk ved Glatved Strand. Indtil 70'erne var der en overflod af torsk, men torsk er i dag blevet til en sjælden fiskeart ved alle Djurslands kyster. En markant og brat ændring af fiskefaunaen. Der er flere hornfisk, havørreder, og makrel end tidligere.
- Ynglende hornfisk trækker ind til kysten sidst på foråret, og kan fanges igen på træk ud af Kattegat i efteråret fra Glatved Strand
- Tangvækst er grundlag for fiskeliv ud for kysten
- Glatved Strand kysterrosion v. Helligkilde
- Glatved Strand overiset stenkyst
- Overiset udskibningsmole til grus